# مدرسه آقا باباخان
مدرسه آقا باباخان (مدرسه وکیل) مربوط به دوره زند است و در شیراز، جنوب دیوار جنوبی چهل ستون، مسجد وکیل واقع شده و این اثر در تاریخ ۲۹ خرداد ۱۳۴۷ با شمارهٔ ثبت ۶۰۳ به‌عنوان یکی از آثار ملی ایران به ثبت رسیده است. «حاج محمدحسین‌خان صدراعظم اصفهانی» این مدرسه را احداث و «آقاباباخان بارفروش مازندرانی» معروف به آقابابا خان بواناتی حاکم بوانات که املاک زیادی از بوانات را وقف آن کرد مراحل احداث آن را در سال ۱۲۴۰ هجری به اتمام رسانده‌است. مدرسهٔ آقاباباخان در جنب مسجد جامع شیراز و بازار وکیل و در محلهٔ درب شاهزاده واقع شده‌است.
حوزه علمیه آقاباباخان یکی از قدیمی‌ترین مدارس علمیه شیراز و استان فارس است.
از سال ۱۳۷۷ هجری شمسی تا کنون تولیت مدرسه علمیه آقاباباخان شیراز را علی اکبر کلانتری برعهده دارد و در حال تربیت و علم آموزی تعدادی از طلاب علوم دینی در آن می‌باشد.

## نگارخانه

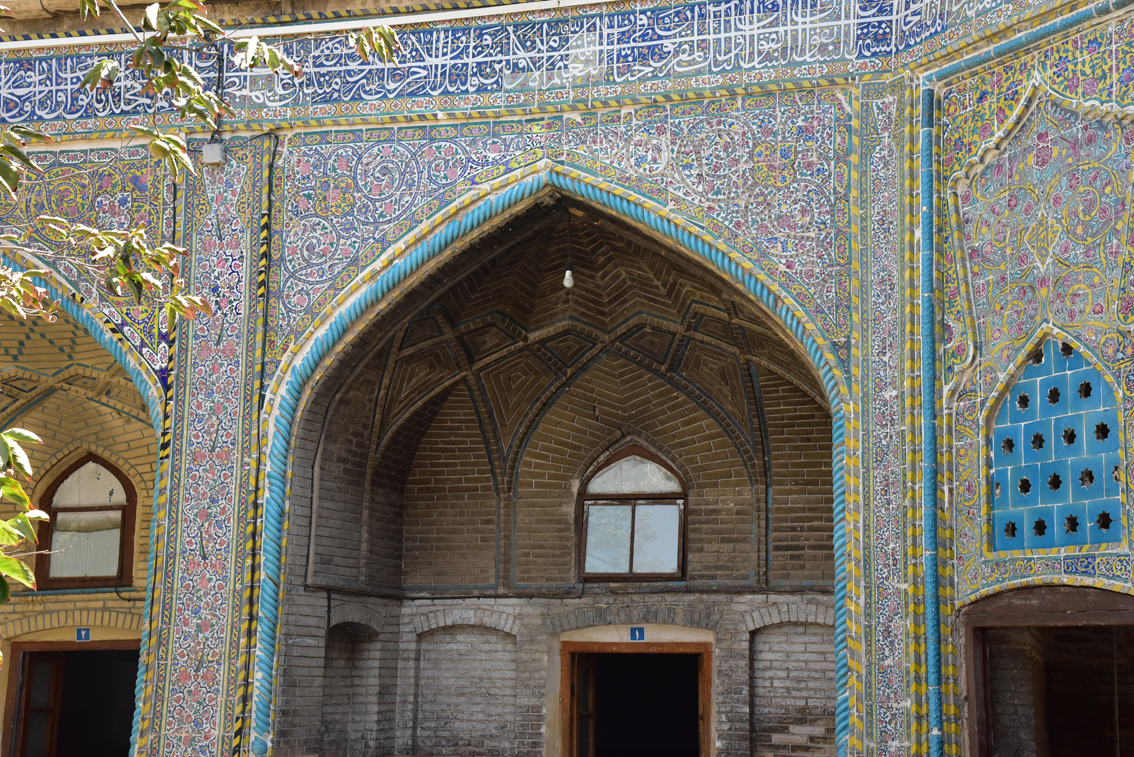
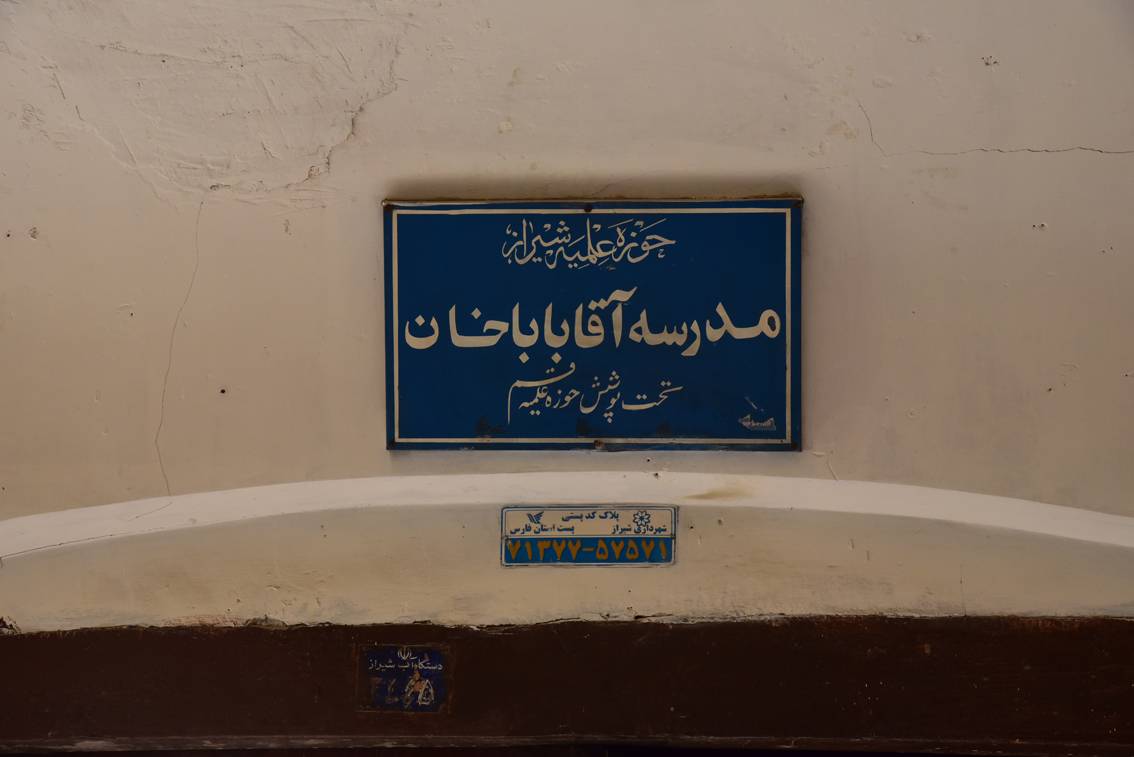
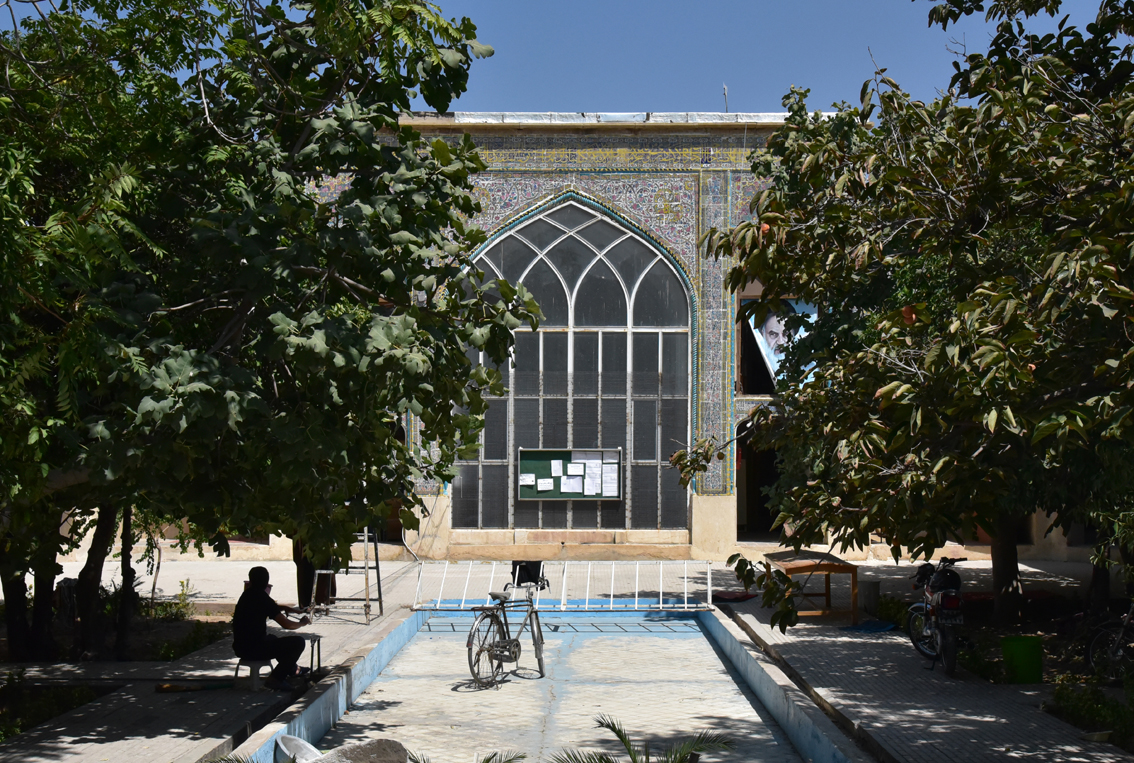